# Sevan Lacus
Il Sevan Lacus è una struttura geologica della superficie di Titano.